# 異常者の愛
『異常者の愛』（いじょうしゃのあい）は、千田大輔による漫画作品。『マンガボックス』にて、2017年4月3日から2018年9月8日まで連載され、単行本は講談社より発売された。

## あらすじ
一之瀬一弥（カズミ）は小学5年生の時、クラスメイトの三堂三姫に告白されながらも、片思い相手の二海二美香（フミカ）の存在から断るが、三堂の問いに曖昧に答えてしまったことから、三堂にフミカをカッターナイフで殺害されてしまう。「これで私と付き合ってくれる？」との三堂の言葉に現場を見たカズミは戦慄を覚える。この事件以降、カズミは三堂によって人生を狂わされていく。

## 登場人物
一之瀬一弥（いちのせ かずみ） / カズミ
本作の主人公。
小学5年生の時に三堂に告白された際、フミカへの想いから断るも曖昧に断ったことが災いして、フミカを殺害されてしまう。後に進学した高校では美術部に所属しながらも、グチャグチャな絵を描くなど、未だに過去のトラウマを引きずって生きていたが、シノと関わるうちにトラウマを残り越えていく。その直後に三堂との再会によってシノが危険に晒されたことで三堂への殺意が芽生えることとなった。
その後成人して22歳となり、女性に溺れつつも、三堂への復讐の準備を進め続けた。つかめなかった三堂の居場所を突き止めるも、三堂の手玉にとられてしまう。絶望するが、シノたちの凌辱動画SDカード奪取のためにあえて「三堂を愛している」と、三堂と生活を共にする。身体中に愛の証として、無数の傷を付けられもしたが、その後あらゆる手段を尽くして遂に三堂を拘束し、拉致して監禁する事に成功する。今までの殺意と恨みを込めて三堂を殺そうとするもシノに止められ、最終的に三堂への復讐を止める決心をした。その後、三堂を殺さないながらも殺人未遂からか、警察に逮捕される描写が描かれ、一時期は刑務所で過ごしていたようだが、後に出所した。最終回ではシノと結婚して夫婦になっており、彼女との間に子供を儲けた。
三堂三姫（みどう さき）
本作のヒロインの1人で、アンチヒロイン。
普段は内向的で大人しいが、本性は偏執的なサイコパスであり、自分の目的のためひいてはカズミのためならば手段を選ばず、残虐なことすら顔色を変えずにやってのける。その一方で、母親に対して明確に罪悪感を抱く、自分のせいで母を苦しめたことを知った際には涙を流すなど、大切な人の苦労を気に掛けたりする一面もあり、カズミからは「人間らしい感情もある」と評された。好きな食べ物はりんごといちごとカレー。好きな教科は書写。好きな本の類は王子様系。
小学3年生のときに消しゴムを拾ってくれたことがきっかけでカズミに恋心を抱くようになり、5年生の時に告白。そのときのカズミの曖昧な答えを曲解し、フミカを殺害する。その後、巡回中の警備員に見つかり、連れて行かれた。また、最初はカズミのことは「一之瀬くん」呼びだったが、フミカ殺害事件以降は彼のことを「カズミ」と呼ぶようになった。
事件後は児童相談所に送られ、その後は児童自立支援施設で育ち、生活態度が良かったことから中3で自宅への帰宅を許されるが、自宅はフミカ殺害事件を知る人たちからの嫌がらせだらけになっており、嫌がらせは止まらず引っ越し、転校を繰り返すようになった。それでも変わらずカズミに対して異常な想いを寄せており、カズミとの再会を狙ってストーカー行為を繰り返し、挙げ句カズミと良い仲になりつつあったシノに精神的苦痛を与えた。東北への引っ越しを機にカズミの前から姿を消し、その後成長して22歳になった後は母から介された仕事に就くも、見送った直後の母の自殺のショックで記憶を失う。後に三扇三咲（みおう みさき）と名前を変え、幼稚園の先生をしながら平穏な日々を過ごしていたが、復讐のために現れたカズミとの再会が引き金となって記憶を取り戻し、以前にも増して誰も止められない知略的かつ残忍な行動に走るようになる。
最終的に自身が倒錯的に「愛している」カズミに遂に捕獲されると共に監禁され、怒り狂うカズミとは結ばれないことを察した後は彼に殺されることで愛を成就しようとするも失敗に終わり、警察に逮捕された。そして、最期は獄中で自殺する。
四谷四乃（よつや しの） / シノ
本作のヒロインの1人で、メインヒロイン。
高校受験の日にカズミと出会い、彼の優しさに触れたことから恋心を抱くが、カズミとの初デート後、三堂の手で心身ともに深い傷を負ってしまい、カズミと別離してしまう。事件後、不登校と引きこもりになって中退し、独りでいることに激しい恐怖心を抱くようにもなり、外出先でパニックを起こしたあげく事故による外傷を負ってしまい、心身ともにハンデを負った生活を送るようになる。
事故後、三堂が撮影した凌辱動画のSDカードをカズミが自身の身と引き換えに取り返してくれたことを知り、勇気を出してカズミと再会する。その後、三堂を殺そうとしている最中のカズミの前に現れ、彼を説得しつつ、三堂にも立ち向かった。最終回ではカズミと結婚して夫婦になっており、自分とカズミとの子を身籠る。
二海二美香（にいみ ふみか） / フミカ
カズミの小学校時代のクラスメイト。カズミの想い人。本作の最初の犠牲者。
明るい性格の持ち主で、クラスの人気者になっていた。また、カズミから好意を寄せられており、自身も表面ではツンデレな態度を取りつつも実際は満更ではない様子も見せていた。放課後の教室で三堂に殺害されてしまう。
五条五樹（ごじょう いつき）
カズミの高校からの友人。
フミカ殺人事件以降、心に影を落とすようになったカズミの数少ない友人になっていた。高校では同じ美術部に所属。
三堂への復讐を決意したカズミのスマホからの、三堂のフェイクメールを読んでカズミの身に何か起こったことを察知し、シホと共にカズミの元へ駆けつけ、彼を救出する。その後、カズミと三堂の深い因縁を知ったことから、本格的にカズミを支援するようになり、カズミと三堂の最後の戦いも見届けた。
四谷四穂（よつや しほ）
シノの妹。優しい姉と異なり、所謂ギャルで勝気かつ攻撃的な性格。
姉が異常をきたした事情を知るカズミに接触。カズミが三堂の居所を突き止めたと知り、共に三堂のもとに向かう。「ぜひ記憶を取り戻したい」と懇願し二人を欺く三堂に、単身同行するも拉致監禁され、シノと同じく凌辱を受け映像を撮られてしまった上、自身にとってもっとも耐え難い苦痛を与えられ、三堂に精神的に支配されてしまう。その後、イツキと共にカズミを救出し、カズミと三堂の最後の戦いも見届けた。
保健室の先生
カズミの高校時代の保健室の女医。カズミのセフレの一人。
当時他の教師と不倫しており、その事を三堂に握られてしまったことから、高校時代から三堂の協力者にされてしまい、それからは三堂の強い精神的呪縛に逆らえず「犬」と扱われ、事あるごとに利用されることとなったが、最終的にはその事をカズミに見抜かれ、真実を打ち明けると共に謝罪した。その後、その立場を利用しようと考えたカズミ達と内通するようになり、三堂に協力しつつもカズミに三堂の動向を知らせていたが、後にその事を三堂に悟られ、三堂から拷問を受けた。最終的にはカズミと三堂の最後の戦いを見届けた。
三堂三姫の母
三姫の実母。
三姫がフミカを殺害したことで迫害されるようになり、後に夫とも離婚してしまうが、三姫への愛は変わらず、独り待ち続け、施設から帰ってきた三姫を受け入れる。かつてのフミカ殺害事件に対する世間の迫害から逃れるべく、亡き両親（三姫の祖父母）が残した家のある東北に三姫と共に引っ越し、幼稚園で働くも、迫害は止まらず、自分の代わりに三姫を幼稚園で働けるようにして、「元気でね」と見送った後、自宅で自殺する。
四谷姉妹の母
四谷姉妹の母親。
明るい人柄で、シノとカズミとの交際にも寛容であった。シノが三堂の手で人生を狂わされて以降、シホと共にシノの介護をするうちに自身は心身ともにやつれていく。
カズミの後輩
カズミが居酒屋でアルバイトをしていた時の後輩。彼氏持ちだが、カズミと肉体関係を持っており、彼のセフレの一人になっている。三堂から凌辱を受け、映像を撮られてしまったため、アルバイトを辞め、カズミとの関係を絶った。その後、別の店でアルバイトをしており、そこでたまたまカズミと再会するが、先のトラウマが蘇り、怯えつつも自分を心配して声をかけたカズミを拒絶した。

## 書誌情報
- 千田大輔 『異常者の愛』 講談社〈講談社コミックス〉全6巻
  1. 2017年7月7日発売、ISBN 978-4-06-510064-6
  2. 2017年10月6日発売、ISBN 978-4-06-510233-6
  3. 2018年1月9日発売、ISBN 978-4-06-510722-5
  4. 2018年4月9日発売、ISBN 978-4-06-511202-1
  5. 2018年7月9日発売、ISBN 978-4-06-511783-5
  6. 2018年10月9日発売、ISBN 978-4-06-512986-9